# Agent Fresco
Agent Fresco ist eine isländische Rock- und Metal-Band aus Reykjavík. Der Hauptsänger und Komponist der Band ist Arnór Dan Arnarson. Vignir Rafn Hilmarsson spielt den elektrischen Bass, Hrafnkell Örn Guðjónsson das Schlagzeug und Þórarinn Guðnason Keyboard und Gitarre.

## Geschichte
Die Band wurde 2008 in Reykjavík, Island gegründet. Kurze Zeit später nahm die Band am Músíktilraunir, einer isländischen Version des Battle of the Bands, einem Wettbewerb, in welchem Bands gegeneinander antreten, teil und gewann die Auszeichnungen „Best Guitar“, „Best Bass Playing“ und „Best Drumming“. Ihre erste EP war Lightbulb Universe. Ende 2010 erschien das erste Album A Long Time Listening. Das zweite Album mit dem Titel Destrier erschien am 7. August 2015.

## Stil und Rezeption
Die Band ist den Genres Alternative Rock und Metal zuordnen. Weitere vorhandene Genre-Elemente können Popmusik, Progressive Rock, Jazz, Alternative Art und Math-Rock sein. Der Sänger ist überwiegend in hohen Stimmlagen unterwegs und Laut.de vergleicht dies mit Leprous. Screams und Shouts sind allerdings auch vorhanden. Der Stil wird als eine Mischung aus Mew und The Mars Volta beschrieben. Metal.de bezeichnet die Band als Propheten zeitgenössischer Rockmusik und lobt den Ausdruck von den Gemütszuständen Wut, Angst, Verzweiflung, aber auch Hoffnung, Euphorie und Tatendrang und Kampf dieser untereinander.

## Diskografie

### Alben
- 2008: Lightbulb Universe
- 2010: A Long Time Listening
- 2015: Destrier

### Singles
- 2008: Eyes of a Cloud Catcher
- 2010: Translations
- 2011: A Long Time Listening
- 2014: Dark Water
- 2015: See Hell
- 2015: Wait for Me
- 2015: Howls

## Live-Auftritte (Auswahl)
- Euroblast Festival 2014
- Eistnaflug Festival 2016
- Complexity Fest 2017

## Auszeichnungen
- „Best Guitar“, „Best Bass Playing“ und „Best Drumming“ beim Músíktilraunir

- Die Band gewann die Kraumur Awards für ihre Debüt-EP Lightbulb Universe.
- Agent Fresco wurde 2009 als bester Künstler der Icelandic Music Awards ausgezeichnet.[4]
- Agent Fresco gewann 2016 mit dem Album Destrier „Rock Album of the Year“ und Arnór Dan wurde als „Male Singer of the Year“ gekürt.[5]